# Francisco de Holanda
Francisco de Holanda, originalmente Francisco d'Olanda, (Lisboa, 6 de setembro de 1517 - Lisboa, 19 de junho de 1585) foi um humanista, arquitecto, escultor, desenhador, iluminador e pintor português. Considerado um dos mais importantes vultos do renascimento em Portugal, também foi ensaísta, crítico de arte e historiador.

## Biografia
Francisco de Holanda nasceu em Lisboa, filho de António d'Holanda, retratista e iluminador régio de origem flamenga, e de mãe portuguesa pertencente a família aristocrática da época.
Começou a sua carreira como iluminista, na sequência daquela que era já a carreira de seu pai.

Ao contrário do estudo, muito válido mas um pouco desactualizado, de Monsenhor Joaquim Ferreira Gordo, a viagem a Itália foi curta e não durou 7 anos, mas sim cerca de 3 anos, tendo partido em 1538 como bolseiro do Rei D. João III. No "Da Sciencia do Desegno", o próprio Holanda afirma que começou a desenhar a fortaleza de Mazagão em 1541 acabado de vir de Itália. Essa é a fonte mais válida relativa às datas da viagem). Na sua estadia em Roma frequentou o grupo de Vitória Colonna, poetisa e personagem notável do renascimento italiano, o que lhe proporcionou o convívio com grandes artistas do seu tempo, como Parmigianino, Giambologna e, principalmente Miguel Ângelo, que nele despertou o fervor pelo classicismo. "O século XVI foi em Portugal, o século do enraizamento da cultura humanista. A corte contribuiu para esse facto através do recrutamento de humanistas italianos para educar os príncipes e também por ter enviado portugueses para estudar em Itália. Holanda irá beneficiar de todo este contexto italianizante bem como da sua estreita vivência cortesã." (Lousa, 2014, p. 17)

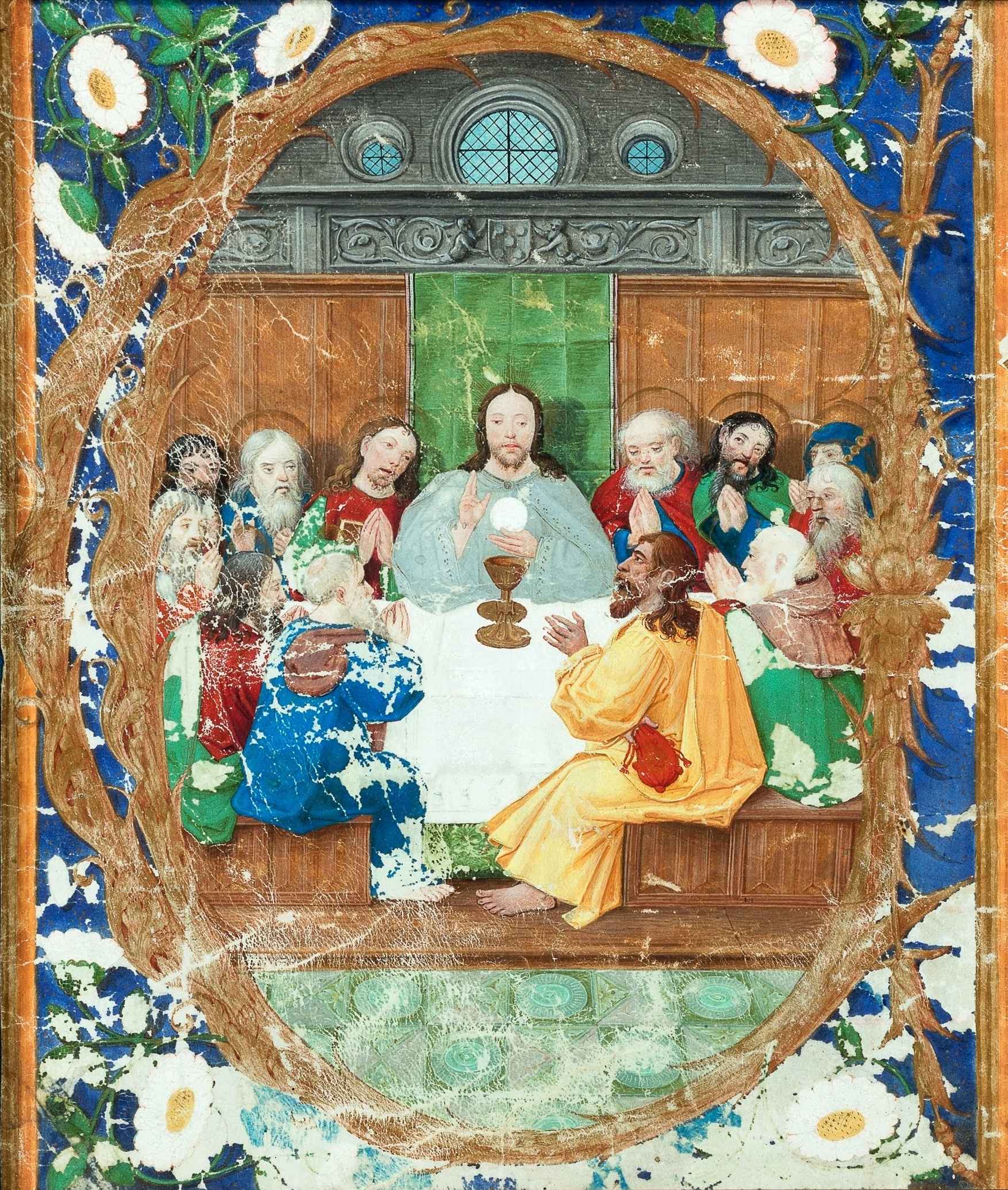
A Ceia do Senhor, miniatura. Museu Nacional de Belas Artes

Regressando a Portugal, obteve vários auxílios da parte do cardeal-arcebispo de Évora e dos reis D. João III (1521-1557) e de D. Sebastião (1568-1578).
O ideal estético renascentista exprimiu-se acentuadamente neste artista, que afirmava que o objectivo primordial era o de incentivar a sua íntima originalidade, e depois seguir a lição da natureza (puro espelho do criador) e a lição dos antigos, mestres imortais da grandeza, simetria, perfeição e decoro. 

Bebendo dos ideias filosóficos do neoplatonismo florentino, afirma que o artista se baseia em Ideias divinas. Em Da Pintura Antiga, Deus é considerado o primeiro pintor e há uma divinização do artista, o qual faz analogia ao ato criativo Dele, de maneira que "em casto spirito":
"ir-se-à alevantando cada vez mais e fazendo-se espírito e ir-se-hà mizclar com a fonte e exemplar das primeiras ideas, que he Deus"

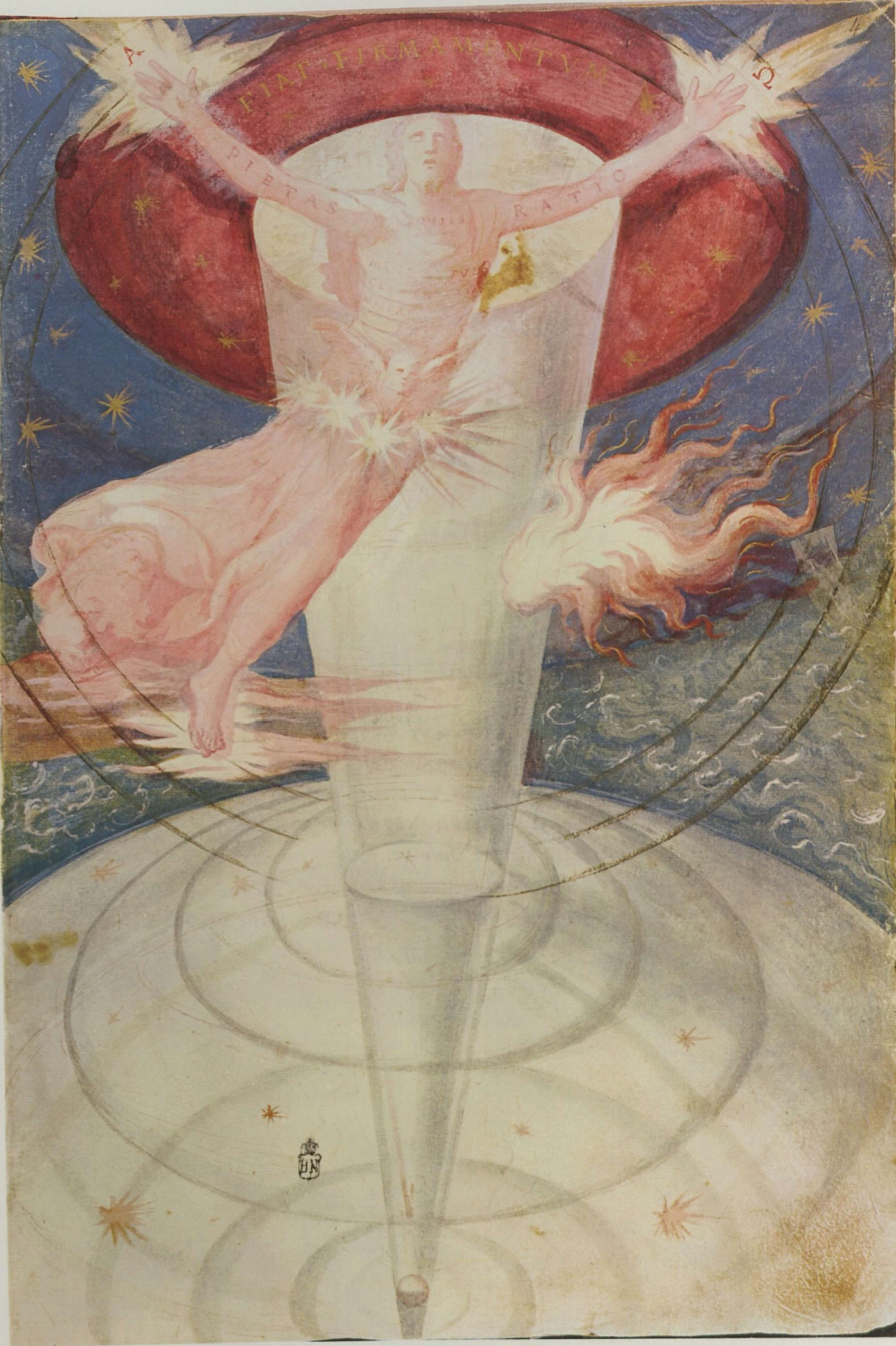
"Criação dos Céus — Apartamento das Águas". De aetatibus mundi imagines.

Assim também se influenciou pela obra Da Hierarquia Celeste de Pseudo-Dionísio, o Areopagita, dizendo que o artista, desde que se mantenha em pureza qual um sacerdote, tem um privilégio de expressar na arte com formas manifestas as imagens daqueles que são invisíveis, como os anjos ou o próprio Deus. Surgem, assim, representações espiritualizadas, animadas, com aparências oníricas e flutuantes e grande quantidade de abstrações, principalmente no De Aetatibus Mundi Imagines (Livro das Idades). "Como Deus foi pintor, com lux e dia, cor perfeitíssima, matizou elle as imagens encarecidas dos angélicos tronos e serafins".
Dotado de uma grande versatilidade intelectual, Francisco de Holanda distinguiu-se pelos seus desenhos da série "Antiguidades de Itália" (1540-1547), pelo seu contributo como instrumento de estudo na reconstituição do património arqueológico dos Romanos e da arte italiana na primeira metade do século XVI, fruto dos desenhos que foi esboçando na sua estadia em Itália.
Notabilizou-se ainda como historiador de arte e foi considerado justamente dos primeiros e maiores críticos da Europa do seu tempo. A paixão pelo classicismo reflectiu-se no seu tratado "Da Pintura Antiga" (1548-1549), que divulga o essencial da obra de Miguel Ângelo e do movimento artístico em Roma na segunda metade do século XVI. Esta obra, contudo, só viria a ser tornada pública três séculos mais tarde; dedicada a D. João III, trata, no primeiro livro, de todos os géneros e modos de pintar e, no segundo, consta de diálogos. O respectivo manuscrito pertence hoje à Real Biblioteca de Madrid. Esta obra reveste-se de grande importância para o conhecimento e apreciação da pintura da época e foi em parte através dela que se tornou possível identificar a obra de Nuno Gonçalves.
Escreveu também o primeiro ensaio sobre urbanismo na Península Ibérica, com o título "Da fabrica que falece a cidade de Lisboa", e alguns livros de desenhos como "De Aetatibus Mundi Imagines" e "Antigualhas".
Na Biblioteca do Escorial, existe outro manuscrito seu, o "Livro de debuxos", com desenhos das principais praças fortes da Europa e respectiva apreciação.

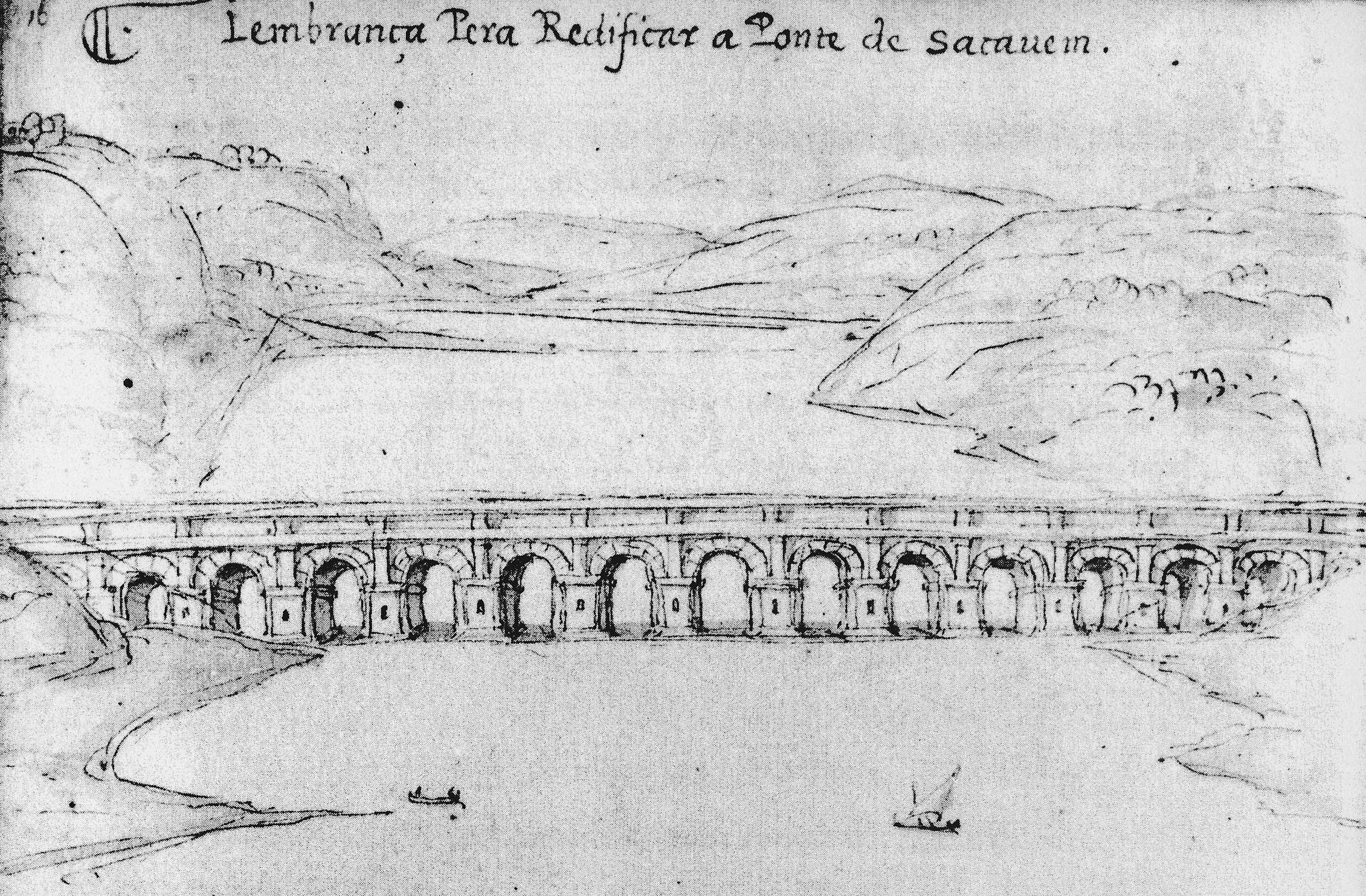
Exemplo da traça de Francisco de Holanda em Da fábrica que falece a cidade de Lisboa: «Lembrança pera redificar a ponte de Sacauem».

Arquitecto militar, elaborou uma planta para fortaleza de Mazagão, em Marrocos.
É seu o quadro "Baptismo de Santo Agostinho", composição de 21 figuras, da Colecção Conde de Penamacor, tendo sido elogiado por Atanazy Raczyński, que nele viu acentuada influência italiana, acrescentado que Holanda mostrava estudo sério, mas falta de prática de pintar. Demais, diza Holanda que não praticava quase a pintura, por preferir os outros ramos das belas-artes. Guarienti di-lo autor de quadros de grandes dimensões, informação vaga que Raczynski recebeu com cepticismo. Joaquim de Vasconcelos deu-lhe sem qualquer prova um painel com toda a família de D. João III sob o manto de Nossa Senhora. Tudo são, porém, hipóteses.
Foram-lhes atribuídas por André de Resende as iluminuras dos livros de coro do Convento de Cristo, em Tomar, atribuição não confirmada pelos livros de despesa, e bem assim um retrato da infanta D. Maria, objecto dum epigrama de Manuel da Costa em 1552, talvez miniatura em pergaminho e não propriamente tábua.
"Morre em 1584, com sessenta e seis ou sessenta e sete anos, em circunstâncias desconhecidas. Não se sabe ao certo se terá morrido em Lisboa, no seu Monte, ou em Santarém. (...) Francisco de Holanda é uma figura controversa que domina o nosso séc. XVI. Teve o mérito de ter sido o primeiro que em Portugal escreveu sobre bellas-artes. Todavia, em Portugal, a sua obra não chegou a ser impressa no seu tempo por força dos factos políticos que norteavam o final da sua existência." (Lousa, 2014, p. 41- 42)

## Obras
É autor, entre outros, das seguintes obras:
- De Aetatibus Mundi Imagines (1545-1573)
- Da Pintura Antiga (Lisboa, 1548)
- Do Tirar Polo Natural (1549)[7]
- Da fábrica que falece a cidade de Lisboa (Lisboa, 1571)
- Lembrança Ao muyto Serenissimo e Christianissimo Rey Dom Sebastiam: De quãto Serve A Sciencia do Desegno e Etendimento da Arte da Pintura, na República Christam Asi na Paz Como na Guerra (Lisboa, 1571).